# Millersburg (Kentucky)
Millersburg és una població dels Estats Units a l'estat de Kentucky. Segons el cens del 2000 tenia 842 habitants.

## Demografia
Segons el cens del 2000, Millersburg tenia 842 habitants, 356 habitatges, i 248 famílies. La densitat de població era de 928,9 habitants/km².
Dels 356 habitatges en un 29,5% hi vivien nens de menys de 18 anys, en un 50,8% hi vivien parelles casades, en un 14,6% dones solteres, i en un 30,3% no eren unitats familiars. En el 26,7% dels habitatges hi vivien persones soles l'11,8% de les quals corresponia a persones de 65 anys o més que vivien soles. El nombre mitjà de persones vivint en cada habitatge era de 2,37 i el nombre mitjà de persones que vivien en cada família era de 2,84.
Per edats la població es repartia de la següent manera: un 24% tenia menys de 18 anys, un 8,4% entre 18 i 24, un 27% entre 25 i 44, un 24,9% de 45 a 60 i un 15,7% 65 anys o més.
L'edat mediana era de 38 anys. Per cada 100 dones de 18 o més anys hi havia 92,8 homes.
La renda mediana per habitatge era de 25.500 $ i la renda mediana per família de 32.692 $. Els homes tenien una renda mediana de 29.861 $ mentre que les dones 18.333 $. La renda per capita de la població era de 13.906 $. Entorn del 12,4% de les famílies i el 15,7% de la població estaven per davall del llindar de pobresa.

## Poblacions més properes
El següent diagrama mostra les poblacions més properes.